# لو فيولون دي إنجرس
لو فيولون دي إنجرس Le Violon d'Ingres (انغرس الكمان) هي صورة فوتوغرافية بالأبيض والأسود أنشأها الفنان التشكيلي الأمريكي مان راي في عام 1924. وهي واحدة من أشهر صوره الفوتوغرافية والتصوير السريالي . نُشرت الصورة لأول مرة في المجلة السريالية Littérature [الإنجليزية]في يونيو 1924. تُظهر العارضة كيكي دي مونبارناس من الخلف، عارية إلى أسفل خصرها، مع نقشين على شكل حرف F مرسومتين لجعل جسدها يشبه الكمان.

## التحليلات
أخذت الصورة اسمها من تعبير فرنسي شهير، لو فيولون دي إنجرس، وهو ما يعني هواية، في إشارة إلى حقيقة أن الرسام الفرنسي الكلاسيكي الجديد جان أوغست دومينيك إنجرس كان يعزف على الكمان كتسلية عندما لم يكن كذلك. . أعجب مان راي بعمل إنجرس واستلهم الصورة من لوحته المسماة امرأة جالسة (1808).
كان لديه نموذجه ثم حبيبته كيكي دي مونتبارناس. في الصورة الأولى، Étude pour Le Violon d'Ingres، شوهدت بشكل جانبي، ووجهها وثدييها مرئيان. في الصورة النهائية، تم تصويرها بطريقة مشابهة لنموذج إنجرس الأنثوي، عارية وجالسة، تنظر قليلاً إلى يسارها، وتُرى من الخلف وبعمامة مستوحاة من الشرق. ذراعيها غير مرئية. بعد أن تم تطوير الصورة، قام برسم ثقوب الكمان على ظهرها، وأعيد تصوير الطباعة، مما أدى إلى إنشاء العمل الفني الحالي. يُظهر العنوان بشكل فكاهي هدف راي في تصوير جذع النموذج كأداة موسيقية، ويلعب بحقيقة أنها كانت عارضة أزياء الفنانة ووحبيبته في نفس الوقت.
صرحت كيرستن هوفينج باول عن الصورة انها: " صورة معقدة تظهر إعجاب مان راي الطويل الأمد بالرسام جان أوغست دومينيك إنجرس، فضلاً عن رغبته في السخرية من التقاليد. تشويه وتغيير جسم النموذج من قبل مان راي يشرك المفاهيم السريالية للتحول وعدم الشكل، لكنها تنتمي أيضًا إلى سياق أكبر من الانبهار لتلاعب إنجرس بالتشريح خلال فترة ما بين الحربين، كما رأينا في كتابات النقاد مثل أندريه لوت [الإنجليزية]".

## بيع الصورة
النسخة الاصلية من صورة لو فيولون دينجريس سجل رقما قياسيا جديدا لأغلى صورة عند بيعها بمبلغ 12 ، 400 ، 000 دولار ، في 14 مايو 2022 ، في كريستيز نيويورك.

## المجموعات العامة
توجد مطبوعات للصورة في مركز بومبيدو، في باريس، ومتحف جيه بول جيتي، في لوس أنجلوس .